# モラロジー道徳教育財団
公益財団法人モラロジー道徳教育財団（モラロジーどうとくきょういくざいだん、英語：The Moralogy Foundation）は、麗澤大学と同じく千葉県柏市に本部を置く公益財団法人。
廣池千九郎が説いた「道徳科学」（moral+-logy）を基にして1926年に設立された修養・道徳団体「道徳科学研究所」を前身とする。教育再生および道徳教育による「日本人の心の再生」を掲げ、その出発点を家庭に置いている。2021年に「モラロジー研究所」から現在の名称に変更された。
推進する徳育は、教育勅語に基づく「忠孝」「仁義」などの徳目を重視し、人格形成や社会的規範意識の涵養を目的としている。
同財団は日本会議との関係があり、理事長の廣池幹堂が日本会議の代表委員を務めている。

## 概要

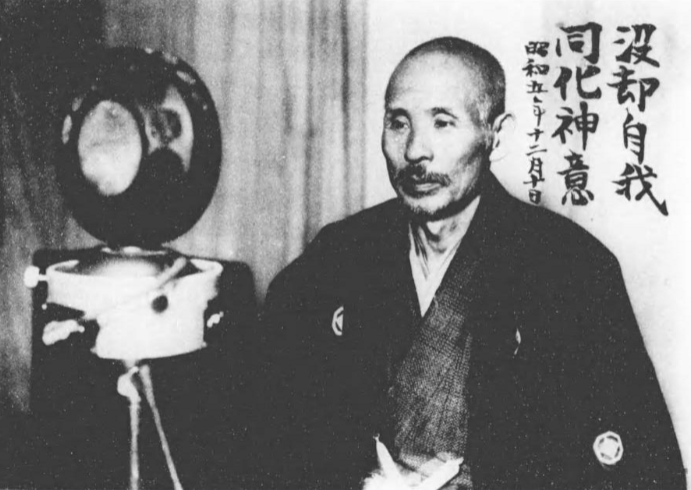
蓄音機に講義を吹き込む、創立者の廣池千九郎（1930年）

創立者の廣池千九郎は、もとは天理教の信徒であったが、離脱後に道徳（モラル）と学問（ロジー）を組み合わせた「モラロジー」を提唱した。
1926年（大正15年）に設立されて以来、倫理道徳の研究および「総合人間学モラロジー（道徳科学）」に基づく社会教育活動を推進。2010年（平成22年）4月に財団法人から公益財団法人に移行。全国各地に3つの生涯学習センター、5つの記念館、11か所の出張所を有し、研究、教育、出版事業を展開している
関連法人として、麗澤大学などを経営する学校法人廣池学園、一般財団法人麗澤海外開発協会、関連団体として日本道経会がある。麗澤中学校・高等学校では、「新しい歴史教科書」（扶桑社）や「新しい日本の歴史」（育鵬社）などの歴史・公民教科書を使用してきた。また、経営する麗澤大学においても、八木秀次、高橋史朗、西岡力、所功、ジェイソン・モーガンなどの右派論客が教鞭をとっているとの指摘がある。また、かつて「ニューモラル・トゥー・ユー」という5分ラジオ番組をスポンサーとして放送していた。
道徳の教科化に影響を与えた宗教右派の代表的存在と評され、道徳教科書への影響が大きい人物が多く所属する「日本道徳教育学会」とも深く関わっている。同学会大会への資金提供や分科会発表に加え、日本教科書にはモラロジー研究所の機関誌に掲載された題材も取り入れられている。

## 関連団体活動
- 埼玉県モラロジー協会は、育鵬社教科書採択運動のための「教科書改善と特別基金」の募金に協力している[9]。

## 出身者
- 大多和音吉（開星中学校・高等学校創設者）